# معركة نهر بيافي
معركة نهر بيافي (بالإنجليزية: Battle of the Piave River)‏ وقعت بين 15 يونيو و23 يونيو 1918، وفيها انتصرت القوات الايطالية انتصارًا حاسمًا خلال الحرب العالمية الأولى. من الممكن اعتبار هذه المعركة بأنها بداية انتهاء الإمبراطورية النمساوية المجرية.